# Salé (prefeitura)

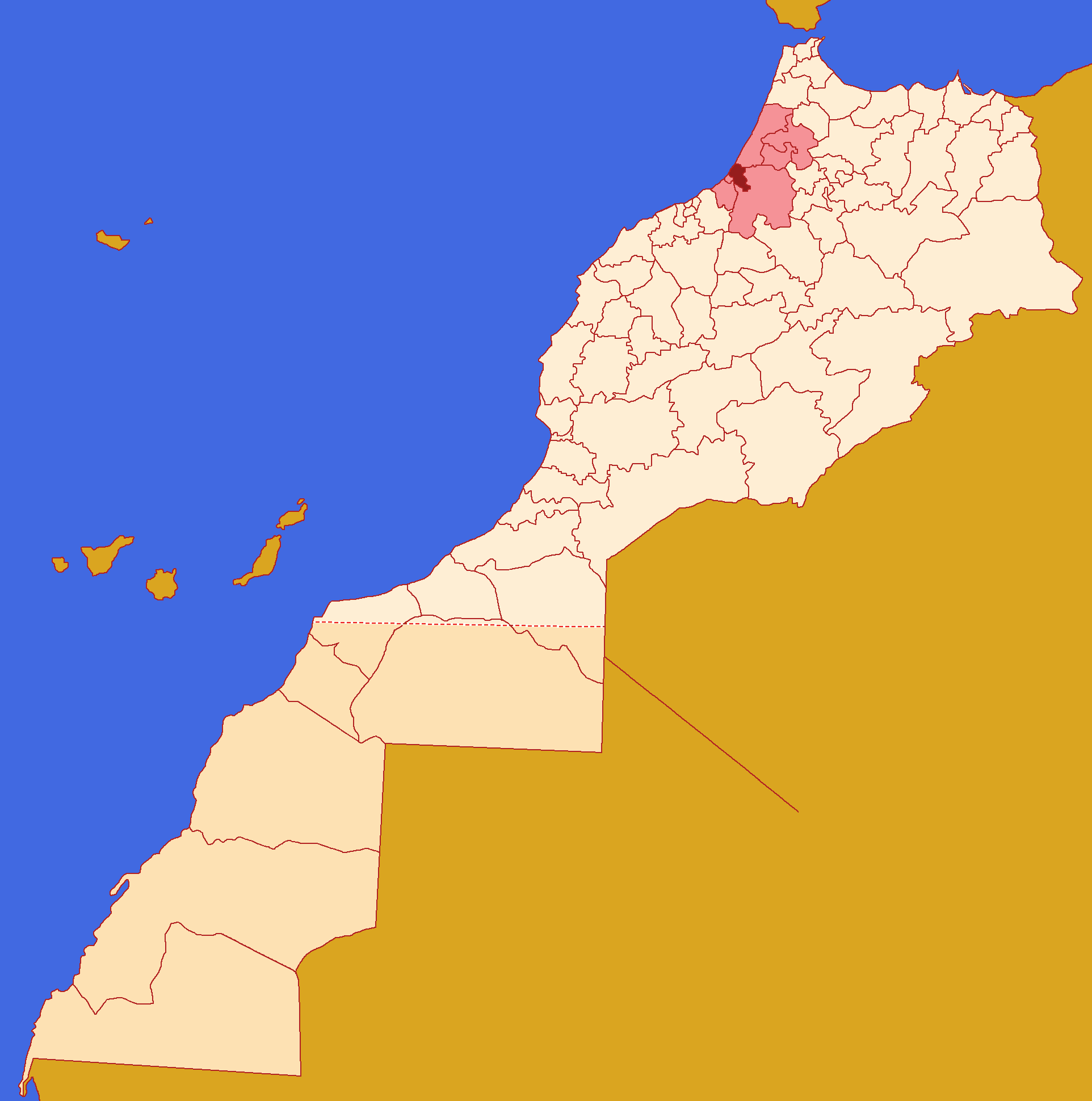
Localização da prefeitura em Marrocos.

Salé é uma prefeitura de Marrocos, que pertence administrativamente a região de Rabat-Salé-Kénitra.A sua capital é a cidade de Salé.

## Características geográficas
Superfície: 672 km²
População total: 982.163 habitantes(em 2014)
Densidade: 1.461 hab/km²

## História
A atual província foi criada em 1983. Anteriormente pertencia a província de Rabat-Salé e Rabat.

## Clima
Em Salé o clima é quente e temperado. O verão tem muito menos pluviosidade que o inverno. De acordo com a Köppen e Geiger a classificação do clima é Csa. A temperatura média anual em Salé é 17.9 °C. A pluviosidade média anual é 530 mm.

## Organização Administrativa
A prefeitura de Salé está dividida em 1 Município, 5 Distritos, 1 círculo (que por sua vez se divide em 2 comunas).
|                | Tipo      | Habitantes (em 2014) | comunas      |
| -------------- | --------- | -------------------- | ------------ |
| Tabriquet      | Distrito  | 252.277              |              |
| Hssaine        | Distrito  | 214.540              |              |
| Bab Lamrissa   | Distrito  | 174.934              |              |
| Layayda        | Distrito  | 153.361              |              |
| Bettana        | Distrito  | 95.291               |              |
| Salé Banlieue  | círculo   | 66.505               | Ameur, Shoul |
| Sidi Bouknadel | Município | 25.255               |              |

## Locais de interese

### Histórico
Grande Mesquita de Salé
Zauia Noussak

### Museus
Museu Dar Belgazi
Museu Marítimo de Salé 